# Schlacht bei Mogersdorf
Die Schlacht bei Mogersdorf oder Schlacht bei St. Gotthard war das wichtigste Gefecht im Türkenkrieg 1663/1664. Sie fand am 1. August 1664 an der Raab zwischen Mogersdorf (heute Österreich) und dem Zisterzienserkloster St. Gotthard (heute Ungarn) im Burgenland statt. Der Kaiserlichen Armee unter Führung des Grafen Raimondo Montecuccoli und der Reichsarmee unter Reichsgeneralfeldmarschall Leopold Wilhelm von Baden-Baden gelang es, die osmanische Hauptstreitmacht aufzuhalten, die unter dem Kommando des Großwesirs Köprülü Fâzıl Ahmed Pascha gegen Wien marschieren wollte. Die Schlacht war eine der vier bedeutenden offenen Feldschlachten der Türkenkriege.

## Vorgeschichte
Im Juni 1664 musste der Kommandant der kaiserlichen Südarmee (auch „Mur-Armee“ genannt), Banus Nikolaus Zrinski, die Belagerung der osmanischen Festung Kanizsa abbrechen, da Großwesir Köprülü mit einer ca. 50.000 Mann starken Armee die Festung entsetzte. Anschließend wandte sich Köprülü nach Westen und eroberte, nach einer einmonatigen Belagerung, die vom Banus selbst errichtete Festung Neu-Zrin, zu deren Verteidigung die Südarmee wegen des niedrigen Personalstandes von 17.000 Mann nicht im Stande war. Da sich der kaiserliche Oberbefehlshaber Montecuccoli außer Stande sah, Zrinski Verstärkungen zu schicken, verließ dieser am 29. Juni erzürnt das kaiserliche Heer.

## Ausgangslage
Nach der Vernichtung der Festung Neu-Zrin zog die osmanische Hauptstreitmacht in Richtung Wien und traf am 30. Juli an der Raab zwischen Mogersdorf und St. Gotthard auf die kaiserliche Hauptarmee, die am linken Ufer des Flusses Stellung bezogen hatte. Diese multinationale Allianzstreitmacht unter Befehl Montecuccolis, die im Februar 1664 noch 28.500 Mann zählte, war wegen der schlechten sanitären Verhältnisse und der oft tagelang ausbleibenden Verpflegung nur mehr 25.000 Mann stark. Ihr gegenüber, auf der rechten Uferseite, stand eine mit 50.000 Mann doppelt so starke osmanische Armee.

## Verlauf der Schlacht

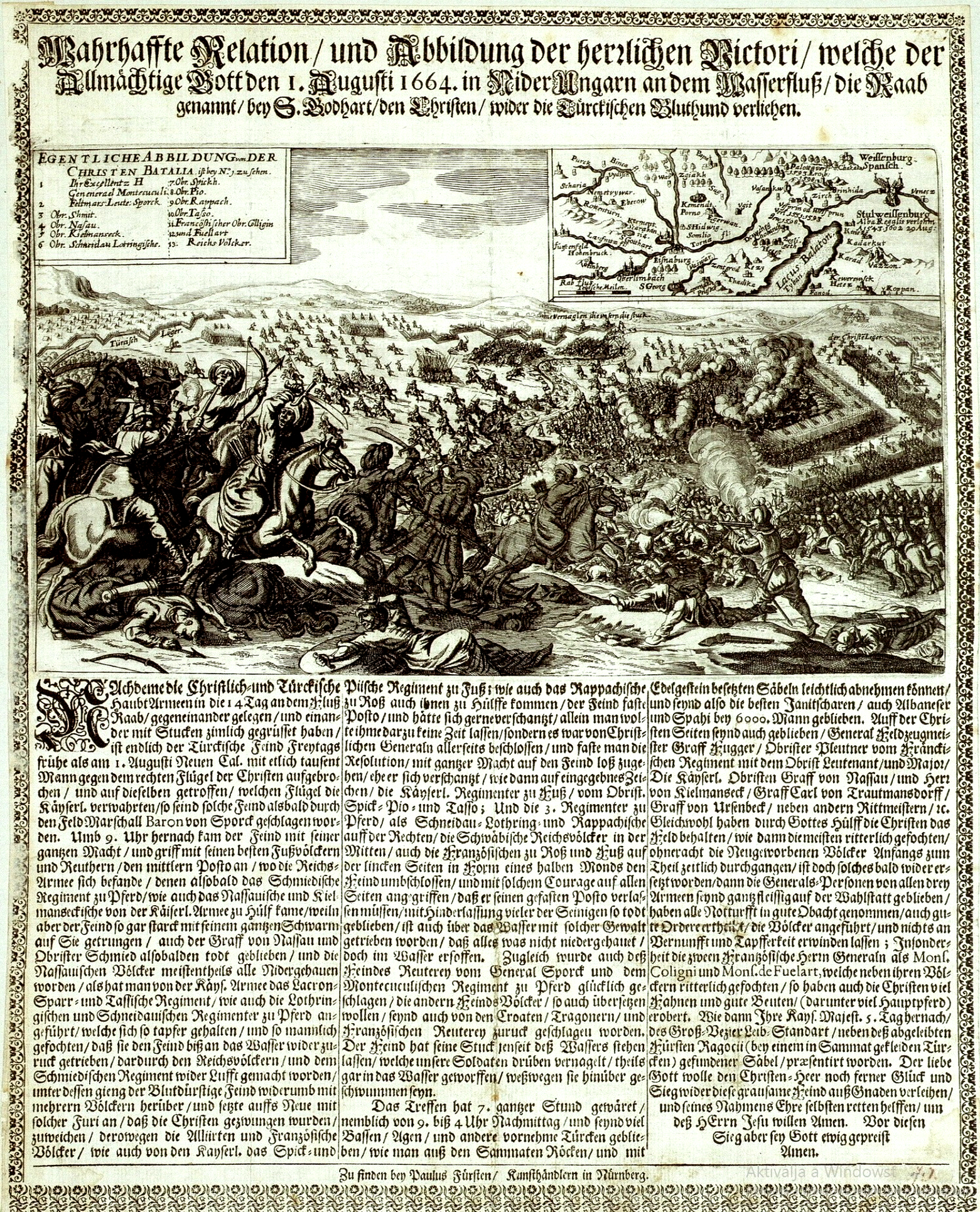
Schlacht bei Mogersdorf/St. Gotthart (Szentgotthard) 1664

### Aufstellung der Allianztruppen
Großwesir Köprülü zwang die zahlenmäßig unterlegenen Alliierten, ihm ohne Unterbrechung auf dem Fuß zu folgen. Montecuccoli zog alle verfügbaren Truppen der Alliierten am nördlichen Raabufer zusammen und bezog bei Mogersdorf im Mündungswinkel der Lafnitz in die Raab Stellung. Den rechten Flügel im Westen, unter Befehl Montecuccolis, bildeten die kaiserlichen Regimenter mit der Artillerie vor der Front, gefolgt von den Reichstruppen unter Georg Graf Waldeck im Zentrum und den Franzosen unter  Jean de Coligny-Saligny auf dem linken Flügel. Das Gros der alliierten Kavallerie war unter Freiherr Johann Sporck am äußersten rechten Flügel vereinigt.

### Übersetzen der Osmanen
In den frühen Morgenstunden des 1. August 1664 überschritten 3000 Sipahis und 3000 Janitscharen unter massivem Feuerschutz der osmanischen Topçular die Raab, überrannten zuerst die Vorposten und dann das Lager der Reichstruppen, das deren Kommandeur, Graf von Waldeck, entgegen Montecuccolis Befehl nur unzureichend durch Schanzen gesichert hatte.

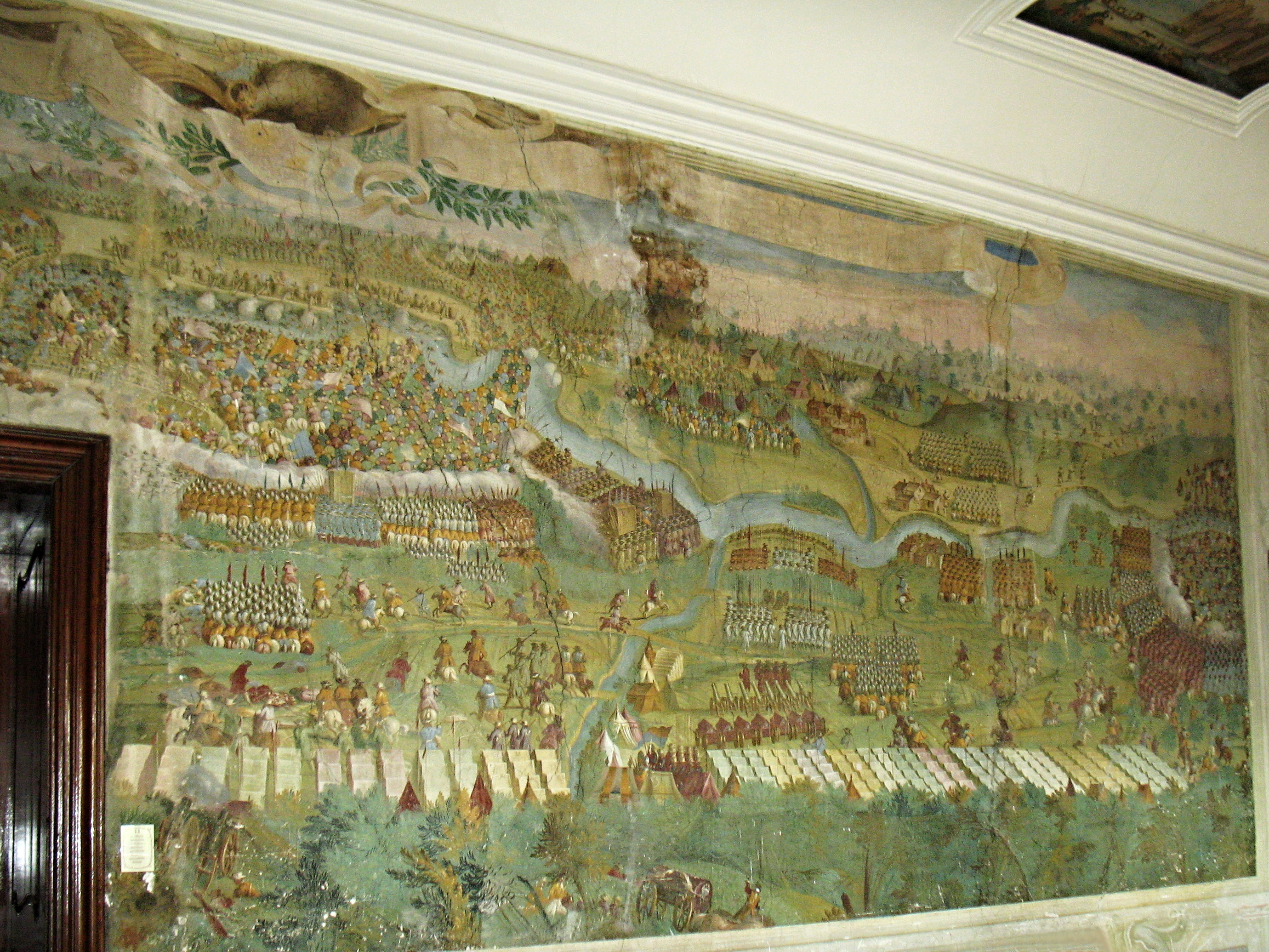
Schloss in Lysá nad Labem: Fresko mit der Darstellung der Schlacht von Szentgotthárd

Die überraschten und in Unordnung geratenen Truppen im Zentrum wurden von den Sipahis zersplittert, während es den Janitscharen gelang, die Ortschaft Mogersdorf einzunehmen. Damit war das Zentrum der Alliierten praktisch aufgelöst, „das Heyl des Vatterlandes [hing] am seidenen Faden“, wie es später in einem Bericht an den Reichstag hieß.

### Kaiserlicher Gegenangriff
In dieser kritischen Situation führte Montecuccoli mit drei Infanterie- und zwei Kürassierregimentern persönlich den Gegenstoß, der durch Markgraf Friedrich VI. von Baden-Durlach mit einigen neu formierten sächsischen Truppen unterstützt wurde. Gleichzeitig griff der Kommandant des Rheinbundkorps, Graf von Hohenlohe, mit zwei Bataillonen und vier Schwadronen von Osten her die in Mogersdorf eingedrungenen Janitscharen an und vertrieb sie. An diesen Kämpfen beteiligten sich eine französische Kavalleriebrigade und zwei nachgezogene französische Infanterieregimenter, die die Reste des Dorfes einnahmen und es gegen osmanische Rückeroberungsversuche verteidigten.
Nach schweren Kämpfen in Mogersdorf und im Lager der Reichstruppen zogen sich die Osmanen wieder auf ihren Brückenkopf am linken Flussufer zurück. Zu diesem Zeitpunkt waren sich die Befehlshaber der Heeresteile und der Oberbefehlshaber unklar über das weitere Vorgehen: Sollte man die eben zurückeroberte Stellung halten oder einen Angriff auf die feindlichen Kräfte riskieren, um sie in die Raab zurückzuwerfen? Während über die verschiedenen Möglichkeiten mitunter heftig diskutiert wurde, kam die Meldung über eine osmanische Reiterattacke gegen den rechten Flügel.

### Osmanischer Kavallerieangriff

Raimondo Graf Montecuccoli, kaiserlicher Oberbefehlshaber

Nach dem erfolgreichen kaiserlichen Gegenangriff hatte  sich der osmanische Oberbefehlshaber Köprülü zu einem Kavallerieangriff gegen die rechte Flanke der Alliierten entschlossen und zu diesem Zweck 4000 Sipahis über die Raab geschickt. Der auf der äußeren rechten Flanke mit seiner Kavallerie in Reserve stehende Freiherr von Sporck griff den doppelt so starken osmanischen Reiterverband jedoch direkt nach dem Flussübergang an und konnte ihn über die Raab zurückwerfen.

### Kaiserlicher Angriff
Nach diesem Erfolg war der kaiserliche Oberbefehlshaber Montecuccoli entschlossen, die Entscheidung zu suchen und mit allen verfügbaren Kräften gegen den feindlichen Brückenkopf vorzugehen. Jedoch bedurfte es eines persönlichen Gesprächs mit dem französischen Befehlshaber Coligny, ehe dieser bereit war, seine Truppen für einen Großangriff zur Verfügung zu stellen. Diesem massiven Angriff hatten die restlichen osmanischen Truppen, die sich nur behelfsmäßig verschanzt hatten, nichts entgegenzusetzen, da der Großteil ihrer Truppen auf dem anderen Flussufer geblieben war. Bis zum späten Nachmittag gelang es der Koalitionsarmee schließlich, die osmanischen Truppen am linken Raabufer, deren Rückzug sich in eine Flucht verwandelte, fast vollständig aufzureiben. Da weder die osmanische noch die alliierte Armee weitere Versuche unternahmen, die Hochwasser führende Raab zu überqueren, endete die Schlacht mit einem Abwehrsieg Montecuccolis.

## Folgen der Schlacht
Nur neun Tage nach der Schlacht wurde am 10. August 1664 der Friede von Eisenburg für die Dauer von 20 Jahren unterzeichnet, der bei einer Vielzahl ungarischer und kroatischer Adliger auf Ablehnung stieß und zu einem wesentlichen Aspekt der ungarisch-kroatischen Magnatenverschwörung wurde.

### Forschungsliteratur
- Walter Hummelberger: Die Türkenkriege und Prinz Eugen. In: Herbert St. Fürlinger (Hrsg.): Unser Heer. 300 Jahre österreichisches Soldatentum in Krieg und Frieden. Wien/München/Zürich 1963.
- Thomas Winkelbauer: Ständefreiheit und Fürstenmacht. Länder und Untertanen des Hauses Habsburg im konfessionellen Zeitalter. Teil 1. (= Herwig Wolfram: Österreichische Geschichte 1522–1699). Wien 2004.
- Hubert Michael Mader: Raimund Fürst Montecuccoli und die Schlacht von St. Gotthard-Mogersdorf im Jahr 1664. Eine Bewährungsprobe Europas. In: Österreichische Militärische Zeitschrift. Ausgabe 03/2006.
- Klaus-Peter Matschke: Das Kreuz und der Halbmond. Die Geschichte der Türkenkriege. Artemis & Winkler, Düsseldorf / Zürich 2004, ISBN 3-538-07178-0.
- Kurt Peball: Die Schlacht bei St. Gotthard-Mogersdorf, 1664. Österreichischer Bundesverlag für Unterricht, Wissenschaft und Kunst, Wien 1964, 1978 (= Militärhistorische Schriftenreihe, Band 1, DNB 453724949/DNB 997150211).
- Karin Sperl, Martin Scheutz, Arno Strohmeyer: Die Schlacht von Mogersdorf/St. Gotthard und der Friede von Eisenburg/Vasvár 1664. Rahmenbedingungen, Akteure, Auswirkungen und Rezeption eines europäischen Ereignisses, Burgenländische Forschungen, Band 108, Eisenstadt 2016, ISBN 978-3-901517-80-8.